# Росса, Гвидо
Гвидо Росса  (1 декабря 1934 года — 24 января 1979 года) — итальянский профсоюзный деятель, убитый боевиком Красных бригад за сотрудничество со спецслужбами.

## Биография
Гвидо Росса родился 1 декабря 1934 года в семье рабочего. В 14 лет устроился уборщиком на фабрику шарикоподшипников. Затем работал фрезеровщиком на заводе FIAT в Турине.
В 1961 году Росса переехал в Геную и устроился на работу в сталелитейное предприятие компании Ilva. В скором времени включился в профсоюзную деятельность и стал одним из видных членов Федерации работников металлургии (итал. Federazione Impiegati Operai Metallurgici).
Состоял в Итальянской коммунистической партии.
Увлекался альпинизмом. Являлся членом Итальянского Альпийского клуба (итал. Club Alpino Italiano) и в 1963 году принял участие в экспедиции в Непал на вершину Лангтанг-Лирунг высотой 7227 метров.

### Убийство
В 1978 году после убийства Альдо Моро Итальянская компартия выступила с резким осуждением деятельности Красных бригад и призвала своих членов сотрудничать с полицией для борьбы с терроризмом.
В октябре 1978 года на заводе, где работал Гвидо Росса, стали появляться пропагандистские листовки Красных бригад, призывавшие рабочих к борьбе с «буржуазным государством». В распространении листовок Росса заподозрил рабочего Франческо Берарди и, 25 октября, увидев, как Берарди вытаскивает листовки из под пиджака, он с разрешения начальства сообщил об этом в полицию.
Берарди был арестован и на суде, где в качестве свидетеля выступал Росса, был приговорен к четырем годам тюрьмы. Впоследствии, в октябре 1979 года, Берарди покончил жизнь самоубийством в тюрьме.
Руководство Красных бригад решило наказать Гвидо Россу за «доносительство», и 24 января 1979 года на него было совершено покушение. По плану предполагалось только ранить Россу, прострелив ему колени, но одна из четырёх пуль, выпущенных боевиком Риккардо Дура, попала Россе в сердце, и тот скончался.
Убийство Гвидо Россы вызвало большой общественный резонанс (на его похороны пришло 250 тысяч человек) и стало одной из причин потери Красными бригадами влияния в рабочей среде.

## В кино
В 2005 году про Россу был снят фильм «Гвидо, бросивший вызов Красным бригадам» (итал. Guido che sfidò le Brigate Rosse).

## Память
- В Генуе Гвидо Россе установлен памятник.
- В Турине имя Россы присвоено спортивному залу, где тренируются скалолазы.